# Бережок (Хвойнинський район)
Бережок (рос. Бережок) — присілок в Хвойнинському районі Новгородської області Російської Федерації.
Населення становить 3 особи. Входить до складу муніципального утворення Кабозьке сільське поселення.

## Історія
Від 2005 року входить до складу муніципального утворення Кабозьке сільське поселення

## Населення
| 2009 | 2010 |
| ---- | ---- |
| 8    | ↘3   |